# Phalonidia imitabilis
Phalonidia imitabilis es una especie de polilla del género Phalonidia, categorizada en la tribu Cochylini, de la subfamilia Tortricinae.
Fue descrita por Razowski en 1997 y publicada en Acta zool. cracov. 40: 119. Se distribuye por América del Norte: Canadá, en Waterton Lakes, provincia de Alberta.